# Яхин, Рустем Мухаметхазеевич
Русте́м Мухаметхазе́евич Я́хин (тат. Рөстәм Мөхәммәтхаҗи улы Яхин, 1921—1993) — советский, татарский композитор, пианист, педагог. Народный артист СССР (1986). Заслуженный деятель искусств Татарской АССР (1964).

## Биография
Рустем Яхин родился 16 августа 1921 года в Казани, в семье служащего.
Музыкой стал заниматься с тринадцати лет. Окончил в сокращенный срок (за три с половиной года) Казанскую детскую музыкальную школу № 1 им. П. И. Чайковского по классу преподавателя А. В. Чернышевой.
По совету педагогов школы в 1937 году переехал в Москву, где учился в музыкальном училище при Московской консерватории по классу фортепиано у А. Г. Руббаха, но начавшаяся война прервала учёбу.
По причине болезни (после операции) возвратился в Казань, где некоторое время работал пианистом — концертмейстером Татарского радиокомитета. Первые попытки занятий по композиции относятся к этому времени.
В 1942 году был призван в ряды Красной Армии. Во время войны служил стрелком в зенитно-артиллерийской дивизии, а затем в ансамбле песни и пляски Московского фронта ПВО пианистом-аккомпаниатором (1942—1945).

Могила супругов Яхиных на Татарском кладбище

В 1950 году окончил Московскую консерваторию по классам композиции у В. А. Белого, затем Ю. А. Шапорина и специального фортепиано у В. М. Эпштейна, после чего вернулся в Казань и в 1950—1952 годах преподавал в Казанской консерватории композицию и камерный ансамбль.
Известен как первый татарский пианист-солист, активно занимавшийся концертно-исполнительской деятельностью. В течение всей деятельности многократно выезжал с концертами в гастрольные поездки как композитор и пианист с исполнением собственных произведений по городам Советского Союза. Выступал так же как пианист с исполнением музыки других авторов. В 1968 году выезжал с концертом в Финляндию, 1977 году — в Югославию на Международный фестиваль современной музыки.
Принимал участие в симфонических концертах как солист с дирижерами Г. Столяровым, В. Павловым (Болгария), Г. Рождественским, Н. Факторовичем, Ф. Мансуровым, А. Фридлендлером, Н. Рахлиным и др.
Его произведения исполняли А. Огнивцев, А. Ведерников, А. Днишев, Р. Джаманова, А. Кривченя, Е. Серкебаев, Г. Туфтина, Н. Поставничева и др.
Автор Государственного гимна Республики Татарстан.
Издан 21 сборник его песен и романсов, инструментальной музыки, клавир фортепианного концерта.
Член Союза композиторов СССР с 1948 года. Неоднократно избирался членом правления Союза композиторов РСФСР, Татарской АССР.
Умер 23 ноября 1993 года в Казани. Похоронен на татарском кладбище в Ново-Татарской слободе.

### Семья
- Жена — Халима Закировна Тазетдинова (1923—2004). Детей нет.

## Звания и награды
- Заслуженный деятель искусств Татарской АССР (1964)
- Заслуженный деятель искусств РСФСР (1970)
- Народный артист РСФСР (1981)[3]
- Народный артист СССР (1986)
- Республиканская премия имени Габдуллы Тукая (1959)
- Орден Трудового Красного Знамени (12.08.1971)[4]
- Орден «Знак Почёта» (1957)
- Медаль «За победу над Германией в Великой Отечественной войне 1941—1945 гг.»(1945)
- Медаль «За оборону Москвы» (1945)
- Медаль «За доблестный труд. В ознаменование 100-летия со дня рождения Владимира Ильича Ленина» (1970)
- Медаль «Ветеран труда» (1982)
- Медаль «70 лет Вооруженных Сил СССР» (1988)
- Знак «Фронтовик 1941—1945».

## Сочинения
- концерт для фортепиано с оркестром (1951)
- кантаты: «Урал» (сл. К. Даяна, 1949), «Идель» (сл. Р. Хариса)
- камерно-инструментальные ансамбли: соната (1948) и поэма (1954) для скрипки с фортепиано, элегия для виолончели с фортепиано, для скрипки — «Песня без слов», «Старинный напев»
- для голоса с фортепиано: около 400 песен и романсов (из них 13 отмечены дипломами и премиями на всевозможных конкурсах), в том числе «Забыть тебя не в силах я» (сл. М. Нугмана, 1949), «В душе весна» (сл. Г. Насретдинова), драматический монолог «Поэт» (сл. Г. Тукая, оба — 1951), «Волны» (сл. М. Джалиля), вокальный цикл «В Моабитском застенке» (на сл. М. Джалиля, 1955-56), «Не улетай, соловей» (сл. Г. Зайнашевой, 1968), «Осенняя мелодия» (сл. М. Галиева, 1976), «Белый парус» (сл. М. Нугмана, 1978), вокальный цикл «Солнечный дождь» (сл. Р. Хариса, 1980). Во время войны написал песни: «Марш зенитчиков», «Песня о Москве», «Вспомни, товарищ», «Веселее, взвод» и др.
- для фортепиано: соната, сюита (4 части) (1941—1948), «Вальс-экспромт», пьесы (более 20).
- обработки народных песен

## Память
- Казанская музыкальная школа №3 носит имя  Р. Яхина.
- Одна из улиц Казани носит имя Р. Яхина.
- В Казани, на улице Большая Красная, напротив здания Казанской консерватории, установлен памятник Р. Яхину.
- В 2003 году состоялся I-й Международный конкурс камерных певцов и концертмейстеров имени Р. Яхина в Казани; 2007 год — II-й международный конкурс.